# Латвийци в Русия
Латвийците в Русия (на латвийски: Krievijas latvieši, на руски: Латыши в России) са 67-ма по численост етническа група в Русия. Според преброяването на населението през 2010 г. броят на хората, определили се за латвийци, е 18 979 души, или 0,01% от населението на страната.

## История
Според изследванията на Стродс в периода от 1850 г. до началото на ХХ век. от територията на съвременна Латвия във великоруските провинции се преселват около 300 хиляди души (15,5% от населението). Масово се изселват латгалци от селата, отнемането на земите им ги подтиква да мигрират.
На 15 март 1918 г. в рамките на Народния комисариат по националностите е създаден Комисариатът по латвийските национални въпроси. Съществувайки в Съветска Латвия (ноември 1917 – февруари 1918) въпросът за създаване на такъв орган за работа с латвийското население не е повдиган, тъй като се е предполагало, че латвийските бежанци ще се завърнат в родината си. Въпреки това, след като болшевиките са изгонени от територията на Латвия, става ясно, че е необходимо да се работи с латвийското население, попаднало в чужда среда. Комисариатът поема всички дела и паричните документи на Република Исколсат.
М. Тумшис и А. Папчински посочват, че по време на Гражданската война за по-голямата част от населението на Съветска Русия думата „латвиец“ се свързва с „чекист“, а самата ЧК е създадена с активното участие на латвийца Яков Петерс, техни приятели и сънародници, които имат зад гърба си тежката школа на социалдемократическото подземие в Балтийския регион, опитът на конспиративната работа и участието в бойни отряди от 1905 – 1907 г.
През учебната 1930/31 година има едно латвийско училище за всички 658 латвийци в Ленинградска област. В регионалното съветско партийно училище съществува отделение за латвийци в Педагогическия институт, а в Ленинград съществува Латвийски дом на образованието. През 1934 г. в Ленинградското радио е създадено латвийско издание.
През октомври 1937 г. с решение на градския комитет на Всесъюзната комунистическа партия на болшевиките Латвийският дом на образованието е ликвидиран. Латвийският театър е ликвидиран с постановление на Ленинградския окръжен изпълнителен комитет от 3 март 1938 г. до края на март 1938 г. латвийските училища се преобразуват в редовни.

## Численост и дял
Численост и дял на латвийците според преброяванията през годините:
| Преброяване | Численост | Дял (в %) |
| 1926        | 124 312   | 0,13      |
| 1939        | 104 877   | 0,10      |
| 1959        | 74 932    | 0,06      |
| 1970        | 59 695    | 0,05      |
| 1979        | 67 267    | 0,05      |
| 1989        | 46 829    | 0,03      |
| 2002        | 28 520    | 0,02      |
| 2010        | 18 979    | 0,01      |